# Soulamea
Soulamea es un género con unas 10 especies de plantas de la familia Simaroubaceae.

## Especies
- Soulamea amara
- Soulamea cardioptera
- Soulamea cycloptera
- Soulamea fraxinifolia
- Soulamea muelleri
- Soulamea pancheri
- Soulamea terminalioides
- Soulamea tomentosa
- Soulamea trifoliata